# Mehdi Sohrabi
Mehdi Sohrabi (en persa: مهدی سهرابی, Zanjan, 12 d'octubre de 1981) és un ciclista iranià, professional des del 2005 fins al 2016. Vencedor de nombroses curses de l'UCI Àsia Tour, va guanyar les edicions de 2010 i 2011.

## Palmarès
- 2005
  -  Campió de l'Iran en ruta
  -  Campió de l'Iran en contrarellotge
  - Vencedor d'una etapa al Kerman Tour
  - Vencedor d'una etapa al Tour de l'Azerbaidjan
  - Vencedor d'una etapa al Tour de Milad de Nour
- 2006
  - Campió d'Àsia en ruta
  - Vencedor d'una etapa al Tour de Milad de Nour
- 2007
  - 1r a la Jelajah Malaysia
  - Vencedor de 3 etapes al Kerman Tour
  - Vencedor d'una etapa al Tour de Java oriental
  - Vencedor de 3 etapes al Tour de Milad de Nour
  - Vencedor d'una etapa a la Volta a Hokkaidō
- 2008
  - 1r a la His Excellency Gabenor of Malacca Cup i vencedor d'una etapa
  - Vencedor d'una etapa al President Tour of Iran
  - Vencedor de 3 etapes al Tour de l'Azerbaidjan
- 2009
  - Campió d'Àsia en Scratch
  -  Campió de l'Iran en contrarellotge
  - 1r al Tour de Milad de Nour i vencedor de 2 etapes
  - 1r a la Volta a Indonèsia i vencedor d'una etapa
  - Vencedor d'una etapa a la Jelajah Malaysia
  - Vencedor d'una etapa al Tour de l'Azerbaidjan
- 2010
  - 1r a l'UCI Àsia Tour
  - Campió d'Àsia en ruta
  -  Campió de l'Iran en ruta
  - Vencedor de 2 etapes a la Volta al llac Qinghai
  - Vencedor d'una etapa a la Volta al Singkarak
- 2011
  - 1r a l'UCI Àsia Tour
  - 1r a la Jelajah Malaysia i vencedor de 2 etapes
  - 1r al Kerman Tour i vencedor de 5 etapes
  - 1r al Tour de l'Azerbaidjan
  - Vencedor d'una etapa al Tour de Taiwan
  - Vencedor d'una etapa al International Presidency Tour
  - Vencedor d'una etapa a la Volta al llac Qinghai
- 2013
  - Vencedor d'una etapa al Tour de les Filipines
  - Vencedor d'una etapa a la Volta al Singkarak
  - Vencedor de 2 etapes al Tour de Borneo
- 2014
  - Vencedor d'una etapa al Tour de l'Ijen
- 2015
  - Vencedor d'una etapa al Tour de Singkarak
- 2016
  -  Campió de l'Iran en ruta
- 2017
  -  Campió de l'Iran en ruta
- 2019
  -  Campió de l'Iran en ruta